# Kath & Kim
Kath & Kim é uma versão americana da premiada série de TV australiana de mesmo nome, estreou nos Estados Unidos em 9 de outubro de 2008 no canal NBC. A versão australiana foi criada pelas atrizes da série, Jane Turner e Gina Riley, que são produtoras executivas nessa nova versão. No Brasil é exibido no Canal Sony

## Sinopse
Kath é uma quarentona divertida e atraente, satisfeita por finalmente ter tempo para si mesma e para procurar um novo amor. Sua filha, Kim, está na casa dos vinte anos mas ainda se veste como uma adolescente, come o tempo todo para se consolar, e é obcecada com a vida das celebridades.
Quando Kim decide voltar para a casa da mãe após se separar de seu marido, Kath concorda, não sem muita relutância. Mas, para a infelicidade de Kim, sua mãe não pretende mais satisfazer seus caprichos como antigamente.
Para tornar a vida de mãe e filha ainda mais caótica, há os homens. O namorado de Kath, Phil Knight, tem uma barraca de sanduíches em um shopping. Apesar de muito doce, Phil é também desajeitado, e talvez por isso Kim não aprove o relacionamento dele com sua mãe. Já o marido de Kim, Craig Baker, tem que batalhar para domar o temperamento difícil da mulher.
Kath and Kim são mulheres muito diferentes, forçadas a viver juntas. As duas vivem uma relação de amor e ódio, do tipo que apenas mãe e filha são capazes de entender.

## Formato
A adaptação norte-americana do seriado mais popular produzido na Austrália, Kath and Kim, conta com Molly Shannon (de Saturday Night Live) e Selma Blair (de Segundas Intenções, Hellboy e Legalmente Loira) interpretando as hilárias mãe e filha que dão título a série.

## Elenco
- Molly Shannon é Kathleen "Kath" Day
- Selma Blair é Kimberly "Kim" Day-Fattibene
- John Michael Higgins é Carl Rutter
- Mikey Day é Craig Fattibene
- Tony Yalda é Troy
- Cheyenne Haynes é Shanelle